# Гурьевская каша
Гу́рьевская каша — сладкая манная каша на молоке и сливках с добавлением варенья, мёда, орехов, сухофруктов, цукатов и пряностей. Изобретена в начале XIX века и быстро вошла в меню русских ресторанов; ныне считается традиционным сладким блюдом русской кухни.
Каша получила название в честь графа Д. А. Гурьева, министра финансов и члена Государственного совета Российской империи, большого знатока кулинарного дела, прослывшего «первым гастрономом в Петербурге». Она была изобретена Захаром Аксёновичем Кузьминым (Захар Кузьмин сын Аксёнов), крепостным поваром отставного майора Оренбургского драгунского полка болховского предводителя дворянства помещика Петра Денисовича Юрасовского(или Георгия Александровича Юрисовского), у которого гостил Гурьев. В восторге от красиво оформленной и прекрасной на вкус каши граф велел позвать повара и расцеловал его. Гурьев сторговался и выкупил за меру золота Кузьмина вместе с семьёй, и он стал штатным поваром графского двора. Юрасовский, не смевший отказать министру, выдвинул дополнительные условия: согласие повара и выкуп 53-летнего крепостного вместе с семьёй (женой Домной 49 лет, дочерьми Акулиной 29 лет и Василисой 27 лет, сыном Сидором 23 лет с женой Матрёной 21 года и их малолетним сыном Карпушкой). Об этой сделке в журнале «Исторический вестник» за 1900 год сообщал в статье «Историческая справка о гурьевской каше» орловский археолог князь А. Л. Голицын. По другой версии, рецепт каши придумал сам Гурьев в честь победы над Наполеоном.
По рецепту В. В. Похлёбкина, гурьевскую кашу сервируют в глубокую посуду несколькими слоями манной каши, проложенными предварительно подготовленной молочной пенкой, промазанными вареньем и мёдом и пересыпанными орехами, цукатами, сухофруктами и пряностями. Во времена графа Гурьева манная крупа была редкостью и стоила дорого. Молочные или сливочные пенки запекали из цельного молока в невысоких кастрюлях или на сковороде в печи до тёмно-коричневого цвета, чтобы они не горчили. Орехи (фундук, грецкий и миндаль) частью измельчали, а часть обжаривали целиком или половинками в сахаре до образования светло-коричневой карамельной плёнки. Из свежих фруктов и ягод в гурьевскую кашу годились нарезанные абрикосы, груша, клубника, земляника, малина. Перед подачей манную кашу выкладывали в форму для выпечки, сверху покрывали фруктами и измельчёнными орехами и затем пенками и разогревали в течение нескольких минут. Готовое блюдо гарнировали карамелизированными орехами, фруктами, посыпали сахарной пудрой. Гурьевскую кашу подавали горячей.
Не любивший гастрономических «выкрутасов» император Александр III считал гурьевскую кашу самым вкусным и изысканным блюдом. Перед крушением поезда в 1888 году императору подавали на десерт именно это блюдо. Когда к императору подошёл официант, чтобы подлить сливок, произошёл страшный удар, и поезд сошёл с рельсов. Популярная гурьевская каша неоднократно упоминается в русской литературе, в том числе в сочинениях Ф. М. Достоевского, А. П. Чехова, М. Е. Салтыкова-Щедрина, В. А. Гиляровского и В. А. Каверина.